# Могила Н. Г. Крапивянского
Могила Н. Г. Крапивянского — памятник истории местного значения (1957-1965, с 2010), ранее республиканского значения (1965-2009) в Нежине.

## История
Постановлением Кабинета Министров УССР и ЦК КПУ от 13.08.1957 № 947 присвоен статус памятник истории местного значения с охранным № 86 под названием Могила Н. Г. Крапивянского — участника Гражданской войны.
Постановлением Совета Министров УССР от 21.07.1965 № 711 «Про утверждение списка памятников искусства, истории и археологии Украинской ССР» («Про затвердження списку пам'ятників мистецтва, історії та археології Української РСР») присвоен статус памятник истории республиканского значения под названием Могила Героя Гражданской войны Н. Г. Крапивянского. Похороненный в 1948 году.
Постановлением Кабинета министров Украины от 03.09.2009 № 928 «Про занесение объектов культурного наследия национального значения в Государственный реестр недвижимых памятников Украины» («Про занесення об'єктів культурної спадщини національного значення до Державного реєстру нерухомих пам'яток України») утратило силу Постановление Кабинета Министров УССР от 21.07.1965 № 711.
Постановлением Министерства культуры и туризма Украины от 03.02.2010 № 58/0/16-10 (в редакции от 16.06.2011 № 453/0/16-11) присвоен статус памятник истории местного значения с охранным № 5528-Чр под названием Могила деятеля гражданской войны Н. Г. Крапивянского.

## Описание
Советский военный и государственный деятель, уроженец Черниговщины Николай Григорьевич Крапивянский похоронен на Авдеевском кладбище в городе Нежине. На могиле установлена надгробная гранитная плита.